# Chapelle Saint-Aubert de Nice
Pour les articles homonymes, voir Chapelle Saint-Aubert.
La chapelle Saint-Aubert de Nice se situe en bordure du boulevard de l'Observatoire et surplombe le quartier de Bon Voyage. Elle date vraisemblablement du XVIIIe siècle. Sa façade est de style baroque. Propriété privée, cette chapelle était ruinée et fut restaurée au début des années 2000.